# Bøfsandwich

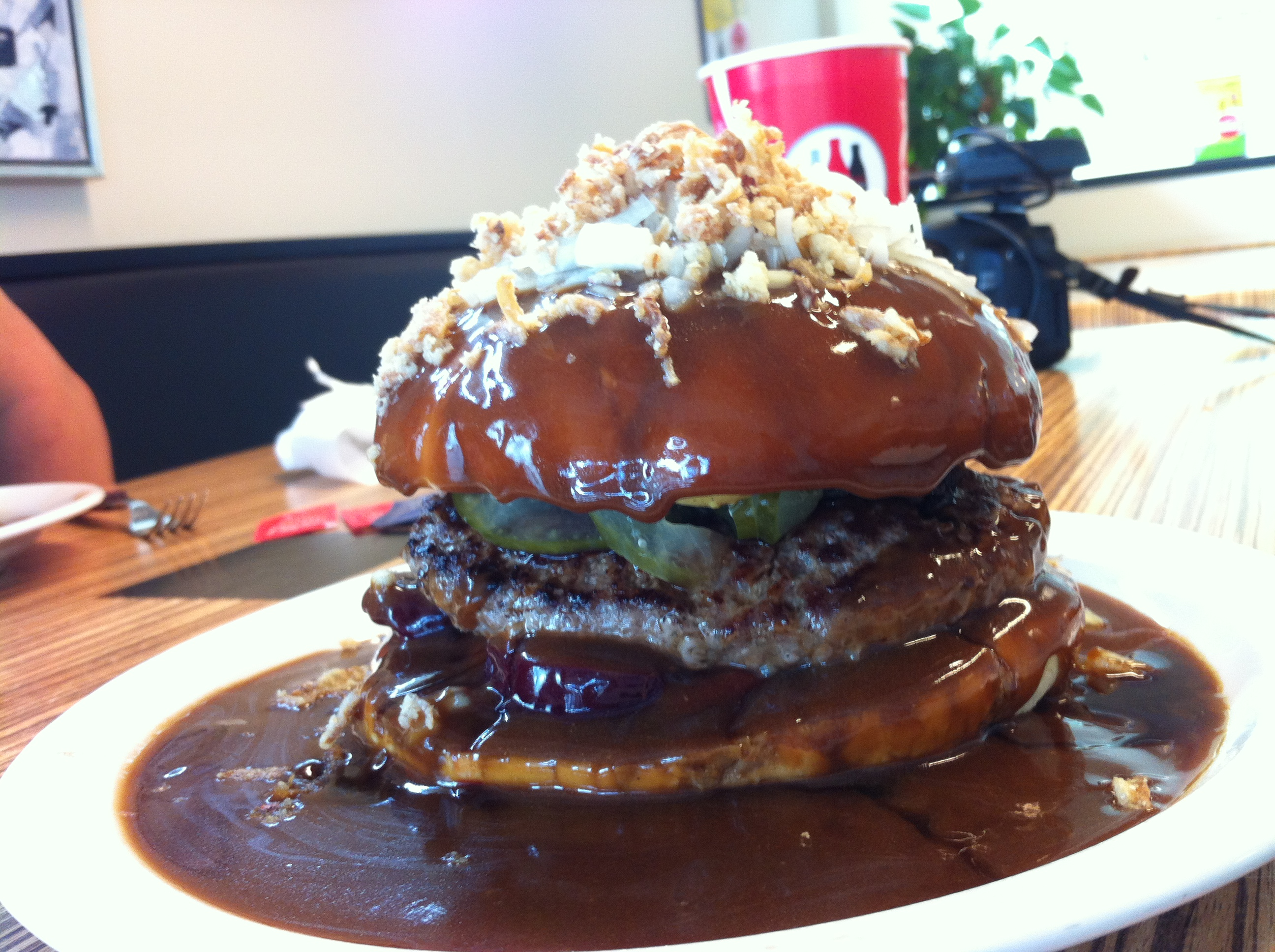
un Bøfsandwich

Un bøfsandwich (literalment traduït com a hamburguesa-sandvitx), és l'adaptació clàssica danesa per prendre una hamburguesa. Conté els elements d'una hamburguesa de carn molta empanada cuinada col·locada dins d'unes llesques de pa a rodanxes.
Els bøfsandwichs es venen típicament a botigues de hotdogs, establiments de menjar ràpid tradicionals, i en els últims anys també en alguns restaurants tradicionals danesos, que han començat a servir versions gurmet.

## Condiments
Els condiments tradicionals són quetxup,  mostassa marró, remolada, cogombres a rodanxes, cebes crues, ceba fregida, i ceba cruixent - essent aquesta última una especialitat local, que sovint no es troba fora d'Escandinàvia.

## Variacions
Principalment a Jutlàndia s'acostuma a servir la bøfsandwich amb llesques de remolatxa dins i mostassa marró s'aboca sobre el sandvitx. Altres variants locals poden incloure cogombres o col vermella.
Al Canadà que tenen alguna cosa que s'assembla a la bøfsandwich anomenada hot hamburger (hamburguesa calenta), que consisteix en una hamburguesa de carn bovina i la salsa també s'aboca a la part superior.